# رومن إيفانوف
رومن إيفانوف (بالبلغارية: Румен Иванов)‏ هو لاعب كرة قدم بلغاري في مركز الهجوم، ولد في 14 سبتمبر 1973 في بلغاريا. لعب مع ليفسكي صوفيا.